# Ranking the Stars (Vlaanderen)
Ranking the Stars is een Vlaams televisieprogramma van VTM, dat vanaf 2007 werd uitgezonden. De show is de Belgische versie van het Nederlandse gelijknamige programma, dat in 2006 van start ging en dat zijn beurt weer is gebaseerd op een Japans format.
| Seizoen | Startdatum       | Presentatie | Winnaar        | Overige kandidaten |
| ------- | ---------------- | ----------- | -------------- | --- |
| 1       | 31 augustus 2007 | Sergio      | Sandrine André | Sabine Appelmans, Eveline Hoste, Tanja Dexters, Daisy Van Cauwenbergh, Elke Vanelderen, Kelly Pfaff, Wendy Van Wanten, Vanessa Hoefkens, Silvia Claes |
| 2       | 25 januari 2008  | Evi Hanssen | Jo De Poorter  | Jelle Cleymans, Gilles De Bilde, Pieter Loridon, Jacques Vermeire, Sam Gooris, Staf Coppens, Freddy De Kerpel, Sergio en Herr Seele                   |